# مانوئل کاپای
مانوئل کاپای (ایتالیایی: Manuel Cappai؛ زادهٔ ۹ اکتبر ۱۹۹۲) بوکسور اهل ایتالیا است.